# 드래곤볼 Z: 부활의 F
《드래곤볼 Z: 부활의 F》(ドラゴンボールZ 復活の「F」)는 2015년에 공개된 《드래곤볼》 시리즈의 19번째 극장 개봉 애니메이션 영화이다. 《드래곤볼 Z》로는 15번째 작품이다.

## 개요
전작 《드래곤볼 Z: 신들의 전쟁》 이후 2년만에 공개된 작품으로, 스토리도 전작에서 이어진다. 원작자 토리야마 아키라는 전작에 이어 캐릭터 디자인을 담당하고 있는 동시에 처음으로 혼자 각본을 맡았다.

## 줄거리
프리저의 부하들은 프리저를 부활시키러 지구에 침입해 드래곤볼을 모두 모으고 프리저를 부활시키는 데 성공한다. 손오반, 무천도사, 크리링을 비롯한 여러 전사들이 맞서 싸워 부하들은 이겼지만 더욱 강해진 프리저 앞에는 당해내질 못했다. 한편 손오공과 베지터는 우이스에게 수련을 받고 있었는데 뒤늦게 그 소식을 전해듣는다. 그래서 손오공, 베지터, 우이스, 비루스는 지구에 도착하는데... 영화에서 계속.

## 한국어 목소리 출연
- 김환진: 손오공
- 최문자: 프리저
- 최한: 베지터
- 김장: 손오반
- 정승욱: 피콜로
- 김기흥: 비루스
- 강호철: 우이스
- 지미애: 부르마
- 이선호: 크리링
- 김정호: 무천도사
- 이주창: 천진반
- 홍범기: 쟈코
- 소정환: 소르베
- 최준영: 브리프
- 김신우: 다고마
- 손수호: 시사미
- 이용신: 비델
- 박경혜: 18호
- 시영준: 신룡
- 이새벽: 피라프
- 정유정: 슈
- 김가령: 마이
- 최원형: 트랭크스/해설